# Microsoft Trident
Trident (hay còn gọi là MSHTML) là tên của cỗ máy bố cục cho các phiên bản Internet Explorer của Microsoft Windows. Được xuất hiện lần đầu tiên trong Internet Explorer phiên bản 4.0 vào tháng 10 năm 1997; cỗ máy được liên tục phát triển và được sử dụng cho đến ngày hôm nay. Trong phiên bản 7 và 8 của Internet Explorer, Microsoft đã có những thay đổi quan trọng trong cỗ máy bố cục Trident để đáp ứng các chuẩn của web đồng thời hỗ trợ các công nghệ mới.

## Sử dụng trong phát triển phần mềm
Trident được thiết kế như là một thành phần phần mềm cho phép các nhà phát triển phần mềm dễ dàng tích hợp chức năng duyệt web. Nó bao gồm giao diện COM để truy cập và chỉnh sửa trang web ở bất kỳ môi trường nào hỗ trợ COM, như C++ và .NET. Ví dụ, một ô điều khiển trình duyệt web có thể được thêm vào một ứng dụng C++ và Trident có thể sử dụng để truy cập trang web hiện tại của trình duyệt và đem về các giá trị yếu tố. Các sự kiện từ bộ điều khiển trình duyệt web cũng có thể bị chộp lại. tính năng của Trident được sử dụng bằng cách kết nối thư viện mshtml.dll vào dự án phần mềm.

## Các phiên bản
| Phiên bản Trident                                     | Phiên bản MSHTML.dll | Phiên bản Internet Explorer | Ghi chú |
| ----------------------------------------------------- | -------------------- | --------------------------- | --- |
| không được đề cập                                     | 4.0.x                | IE4                         | phiên bản"Trident"đầu tiên |
|                                                       | 5.0.x                | IE5                         | củng cố hỗ trợ CSS1.0 và bao quát trong việc dựng hình CSS2                                                                               |
|                                                       | 5.5.x                | IE5.5                       | sửa lỗi cáng đáng CSS |
| 4 (bắt gói tin bằng mootools"Browser.Engine.version") | 6.0.x                | IE6                         | |
| 5 (bắt gói tin bằng mootools"Browser.Engine.version") | 7.0.x                | IE7                         | sửa rất nhiều lỗi dựng hình CSS và hỗ trợ thêm PNG ở giai đoạn alpha                                                                      |
| 4.0                                                   | 8.0.x                | IE8                         | phiên bản đầu tiên vượt qua kiểm tra Acid 2                                                                                               |
| 5.0                                                   | 9.0.x                | 9.0                         | Hỗ trợ thêm SVG, XHTML, HTML5, và CSS 3. Thêm tính năng tăng tốc phần cứng JScript tên gọi Chakra. Đạt 95/100 điểm khi kiểm nghiệm Acid3. |

Ghi chú: Internet Explorer 8 là phiên bản đầu tiên hiện số phiên bản của Trident trong chuỗi tác nhân người dùng.

## Các ứng dụng dựa trên Trident
Tất cả các phiên bản Internet Explorer cho Windows từ bản 4.0 trở đi sử dụng Trident, và bộ máy cũng được sử dụng trong rất nhiều trình duyệt web khác và các thành phần phần mềm (xem hệ vỏ Internet Explorer). Trong Windows 98, Windows Me, và Windows 2000, bộ máy cũng được sử dụng như là hệ vỏ của trình quản lý file trong Windows, Windows Explorer. Chức năng Add/Remove Programs trong Windows 2000 và Windows XP sử dụng Trident để hiển thị danh sách các chương trình đã cài đặt và trong Windows XP, nó cũng được dùng trong User Accounts Control Panel, là một Ứng dụng HTML. Tuy vậy Trident không có trong IE5 phiên bản cho Mac, hay là Internet Explorer Mobile.
Một số ứng dụng sử dụng Trident:
- AOL Instant Messenger 6.x, sử dụng Trident để hiển thị chat và các panel quảng cáo
- Avant Browser
- EA Link, không tương thích với Trident trong Internet Explorer 7 RC2
- Google Talk, sử dụng Trident để hiển thị cửa sổ chat và thẻ thông tin
- IE Tab, một chức năng phụ trợ của Firefox để hiển thị trang web bằng Trident trong vỏ bọc Firefox
- LimeWire, hiển thị trang 'New@Lime'
- Lunascape, phát triển bởi Lunascape Corporation
- Maxthon, sử dụng Trident trong khi thêm vào các chức năng không có trong IE7
- Microsoft Compiled HTML Help
- Microsoft Encarta và các sản phẩm liên quan
- Microsoft InfoPath
- Microsoft Outlook sử dụng Trident để hiển thị các thư HTML (cho đến Outlook 2007) và màn hình"Outlook Today"
- Microsoft Outlook Express, sử dụng Trident để hiển thị thư HTML
- MSN Messenger, dùng để sản xuất các ứng dụng wink và trò chơi dựa trên Flash, và các panel quảng cáo
- Netscape Browser (Netscape 8), sử dụng Trident để hiển thị trang web trong chế độ IE
- RealNetworks
- Sleipnir, một trình duyệt web
- Teega
- TomeRaider
- Trình khách Valve Steam sử dụng Trident để hiển thị các mục"Store","Update News", và"Community"
- Windows Media Player, dùng Trident để hiển thị trang"Media Information"; các trình chơi đa phương tiện khác, như Winamp và RealPlayer, có chức năng tương tự.

## Hợp chuẩn
Cho dù mỗi phiên bản của IE đều tăng cường khả năng hỗ trợ hợp chuẩn, bao gồm việc giới thiệu"chế độ hợp chuẩn"trong phiên bản 6, lõi chuẩn dùng để xây dựng các trang web (HTML và CSS) thỉnh thoảng không tương thích với các chế độ mới. Ví dụ, thẻ là một phần của HTML 4.01 trong IE 8. Trident cũng thiếu một số thuộc tính CSS, như min-height, v.v. trong IE 6. Trong Internet Explorer 8 CSS 2.1 sẽ được hỗ trợ đầy đủ cũng như một số thuộc tính của CSS 3.0.

## Các sản phẩm tương tự của Microsoft
Ngoài Trident ra, Microsoft cũng có một số bộ máy bố cục khác. Một trong số chúng, được biết đến là Tasman, sử dụng trong Internet Explorer 5 cho Mac. Việc phát triển Internet Explorer cho Mac đã bị đình trệ từ năm 2003, nhưng cũng mở rộng Tasman một cách hạn hẹp, và sau này có trong Office 2004 for Mac. Chương trình thiết kế web mới của Microsoft, Expression Web không dùng Trident mà dùng cỗ máy của riêng nó, mà Microsoft cho là hợp chuẩn hơn Trident.